# Gare de Tošin bunar
Ne doit pas être confondu avec Tošin Bunar ou Tošin bunar.
La gare de Tošin bunar (en serbe cyrillique : Железничка станица Тошин бунар ; en serbe latin : Železnička stanica Tošin bunar) est une gare située à Belgrade, la capitale de la Serbie.
La gare de Tošin bunar est située entre la gare de Zemun et la gare de Novi Beograd.

## Service des voyageurs

### Desserte
Tošin bunar est une des stations des réseaux Beovoz et BG VOZ.

### Intermodalité
La gare est située rue Tošin bunar et est desservie par la société GSP Beograd. On peut y emprunter les lignes de bus 45 (Blok 44 – Zemun Novi grad), 65 (Zvezdara II – Novo Bežanijsko groblje), 71 (Zeleni venac – Bežanija), 72 (Zeleni venac – Aéroport Nicolas Tesla), 82 (Zemun Kej oslobođenja – Bežanijsko groblje – Blok 44) et 601 (Gare principale de Belgrade – Surčin).